# Суап (финанси)
Размяната (на английски: swap, Br.E. /swɒp/, Am.E. /swɑːp/ – размяна, замяна, обмен, трампа), срещано на български и като суап или суоп, е финансов инструмент, договор между две страни за размяна на серия бъдещи плащания. Бъдещите плащания се изчисляват на базата на формули дефинирани в договора. По своята същност размяната може да се разглежда като серия от авансови споразумения (още познати на български като форуърдни договори, а на английски: forward contracts).
Сред най-разпространените видове размени са:
- лихвена размяна (на английски: Interest Rate Swap);
- валутна размяна (на английски: FX swap), при която страните обменят две валути на текуща дата и обратното действие на бъдеща дата като единия валутен поток е фиксиран. Валутната трампа не бива да се бърка с валутно обменна трампа (на английски: cross-currency swap), която е подвид на лихвената трампа;
- кредитна размяна (на английски: Credit Default Swap или Credit Default Swap Index);
- стокова размяна (на английски: Commodity Derivative); и
- дялова размяна (на английски: Equity Derivative).

Традиционно, размените се търгуват на извънборсови пазари – т.нар. „на гише“ (на английски: over-the-counter, OTC), при което едната страна по суапа е дилър или брокер, което позволява те да бъдат структурирани изцяло според нуждите на клиента. Като последствие на финансовата криза от 2007/2008 година, множество компетентни органи приемат закони, чието предназначение е да стандартизират определени трампови сделки и да ги преместят на борсовите пазари.

## Валутна размяна
Валутната размяна представлява покупката на дадена валута в кешовия пазар и продажбата на тази сума на бъдеща дата.
Пример. Британско предприятие има както вземания в € от продадено производство, така и задължения в € към доставчиците си от Еврозоната.
Една възможност за това предприятие да покрие текущите си задължения в Британия е като приеме вземането си в € и го преобърне в £, а след един месец да продаде £ и да купи €, за да погаси задължението си към доставчиците си. По-подробно, вземането е за €10 000, а след един месец ще се дължат също €10 000. Текущото му задължение е за £5000. Има вероятност след един месец курсът на € спрямо лирата да се покачи, което ще означава, че ще е нужно да се платят повече лири за единица € отколкото един месец по-рано. EUR/GBP e 1 EUR за 0.7689 GBP, а месец по-късно е 0.8332 GBP. Обръщането на €10 000 вземане ще даде £7689, с които ще бъде покрито задължението от £5000. След един месец, обаче, за покриване на задължението от €10 000, ще трябва да се похарчат £8332, което дава разлика от £643, която е загуба.
Обърнете внимание, че ако ставаше въпрос съответно за 100 000, 50 000 и 100 000, загубата щеше вече да бъде £6430, а при още едно увеличение с десет пъти загубата става £64 300. Трябва да се има предвид, че големите предприятия извършват дейност с много по-високи по размер средства, а това означава много по-големи загуби при същата промяна на валутния курс.
За да се избегне този риск, се обособява едномесечна валутна трампа (1M FX swap), при която предприятието купува британски лири, плащайки в € по текущия курс (spot), и едновременно с това купува €, продавайки британски лири по очакван след 1 месец бъдещ курс (1M forward),